# Diana Mórová
Diana Mórová (* 18. února 1970 Bratislava) je slovenská herečka.
V letech 1988–1992 studovala herectví na VŠMU v Bratislavě. Od roku 1992 členka činohry SND v Bratislavě. Hrála v televizním seriálu Štúrovci (1992), Silvánovci (1996–1997), Sborovna (1999), O ztracené lásce (2001) a Panelák (2008).
V roce 2006 se svým krasobruslařským partnerem vyhrála televizní soutěž TV JOJ Hvězdy na ledě. Od roku 2015 je v porotě talentové show Česko Slovensko má talent.

## Filmografie
- 1990: Let asfaltového holuba
- 1990: Marta a já
- 1991: Amonina pomsta
- 1991: Růžová Anička
- 1991: Štúrovci (TV seriál)
- 1992: Velikonoční sen
- 1994: Zpověď
- 1996: Silvánovci (TV seriál)
- 1998: Rivers of Babylon (Sylvia)
- 1999: Kuře melancholik (tetička)
- 1999: Praha očima... – Obrázky z výletu (Marta)
- 1999: Vyprávění neznámého člověka
- 1999: Skřivan
- 1999: Sborovna (TV seriál)
- 2000: čarovala ryba, aby byla chyba ...
- 2001: volnomyšlenkář
- 2002: Quartetto (Kristína)
- 2002: Na konci hry
- 2002: Květ štěstí
- 2005: Konečná stanice (vdova)
- 2006: Velké štěstí
- 2007: Poločas rozpadu
- 2008: Město stínů
- 2008–současnost: Panelák (Ivana Švehlová / Schwarzová)
- 2009: Tango s komáry
- 2009: Kdyby bylo kdyby